# Савка Степан Станіславович
Савка Степан Станіславович (нар. 17 вересня 1955, с. Турівка Підволочиського району на Тернопільщині) — український фокусник, ілюзіоніст. Народний артист України (1997). Чоловік Галини Савки — заслуженої артистки України.

## Життєпис
Закінчив Теребовлянське культурно-освітнє училище (1972) та Київське естрадно-циркове училище (1975). Від 1975 року — артист «Укрконцерту», «Київконцерту».
Ведучий телепрограм «Вулик пана Савки», «На сьомому небі», «На вареники до Савки» (автор усіх — Галина Савка).
Член журі міжнародних конкурсів. Співзасновник Українського відділення Міжнародної культурно-освітньої асоціації у США. Співпрацює з Міжнародним доброчинним фондом «Українська хата». Співголова журі Всеукраїнського фестивалю мистецтв «Майбутнє України — діти!»(2000)
Працює разом із дружиною, Заслуженою артисткою України Галиною Савкою.

## Сім'я
Батько — Савка Станіслав Степанович, мати — Хомик Віра Антонівна, дружина — Савка Галина Михайлівна, заслужена артистка України, працює з чоловіком, дочка — Савка Мар'яна Степанівна, співачка, актриса, диктор телебачення, син — Савка Сергій Степанович, ілюзіоніст, фокусник, ведучий авторської телепередачі «Атака магії». Має трьох онуків.

## Нагороди і досягнення
- 1997 — Народний артист України[1],
- 2006 — Орден «За заслуги» ІІІ ступеня (2006),
- 2003 — Медаль «За меценацтво» МДФ «Українська хата»,
- 2005 — Нагрудний знак «Знак Пошани» (Київ),
- 1987—1988 — Лауреат республіканського конкурсу артистів естради, міжнародних Конкурсів сучасної маґії (1987, 1-а і 2-а премії в жанрі маніпуляції та ілюзії, м. Карлові Вари, Чехія; 1988, м. Лодзь, Польща),
- 2000 — Лаурет Міжнародної премії «Дружба»,
- 2001 — лауреат премії «Слов'яни».